# Polyblastia plicata
Polyblastia plicata är en lavart som först beskrevs av A. Massal., och fick sitt nu gällande namn av Lönnr. Polyblastia plicata ingår i släktet Polyblastia och familjen Verrucariaceae.   Inga underarter finns listade i Catalogue of Life.